# Att dig, o Gud, mitt offer bära
Att dig, o Gud, mitt offer bära är en morgonpsalm.
Psalmen författades av skalden och språkmannen Carl Gustaf af Leopold.
|  |
|  |

## Publicerad i
- 1819 års psalmbok som nr 418 under rubriken "Med avseende på särskilda personer, tider och omständigheter: Morgon och afton: Morgonpsalmer."
- 1937 års psalmbok som nr 419 under rubriken "Tidens skiften. Morgon."